# Sátão
Sátão é uma vila portuguesa do Distrito de Viseu situada na antiga província da Beira Alta, região do Centro (Região das Beiras) e sub-região Viseu Dão-Lafões, com cerca de 4 000 habitantes.
É sede do homónimo Município de Sátão  com 201,94 km² de área e 11 030 habitantes (2021), subdividido em 9 freguesias. O município é limitado a norte pelos municípios de Moimenta da Beira e Sernancelhe, a leste por Aguiar da Beira, a sul por Penalva do Castelo, a oeste por Viseu e a noroeste por Vila Nova de Paiva.
Sátão denomina-se a capital do míscaro.

## História
O concelho de Sátão recebeu foral em 1111, sendo por isso a vila e o município mais antigo de Portugal com foral dado por Dom Henrique e Dona Teresa de Leão por essa altura era conhecida por Zalatane.

## Freguesias

Freguesias do município de Sátão.

O município de Sátão está subdividido em 9 freguesias:
- Águas Boas e Forles
- Avelal
- Ferreira de Aves
- Mioma
- Rio de Moinhos
- Romãs, Decermilo e Vila Longa
- São Miguel de Vila Boa
- Sátão
- Silvã de Cima

## Património
- Castelo de Ferreira de Aves ou Torre de Ferreira de Aves
- Pelourinho do Ladário

## Evolução da população do município
★ Os Recenseamentos Gerais da população portuguesa tiveram lugar a partir de 1864, regendo-se pelas orientações do Congresso Internacional de Estatística de Bruxelas de 1853. Encontram-se disponíveis para consulta no site do Instituto Nacional de Estatística (INE). 
Número de habitantes com residência oficial neste município à data em que os censos  se realizaram:	
| Número de habitantes por grupo etário | Número de habitantes por grupo etário | Número de habitantes por grupo etário | Número de habitantes por grupo etário | Número de habitantes por grupo etário | Número de habitantes por grupo etário | Número de habitantes por grupo etário | Número de habitantes por grupo etário | Número de habitantes por grupo etário | Número de habitantes por grupo etário | Número de habitantes por grupo etário | Número de habitantes por grupo etário | Número de habitantes por grupo etário | Número de habitantes por grupo etário |
| ------------------------------------- | ------------------------------------- | ------------------------------------- | ------------------------------------- | ------------------------------------- | ------------------------------------- | ------------------------------------- | ------------------------------------- | ------------------------------------- | ------------------------------------- | ------------------------------------- | ------------------------------------- | ------------------------------------- | ------------------------------------- |
|                                       | 1900                                  | 1911                                  | 1920                                  | 1930                                  | 1940                                  | 1950                                  | 1960                                  | 1970                                  | 1981                                  | 1991                                  | 2001                                  | 2011                                  | 2021                                  |
| 0-14 Anos                             | 4 565                                 | 4 832                                 | 4 690                                 | 5 218                                 | 5 721                                 | 5 890                                 | 6 020                                 | 4 725                                 | 3 907                                 | 3 035                                 | 2 211                                 | 1 727                                 | 1 204                                 |
| 15-24 Anos                            | 2 398                                 | 2 396                                 | 2 474                                 | 2 488                                 | 2 449                                 | 2 863                                 | 2 740                                 | 2 070                                 | 2 425                                 | 2 207                                 | 2 096                                 | 1 360                                 | 1 122                                 |
| 25-64 Anos                            | 5 495                                 | 5 705                                 | 5 722                                 | 5 821                                 | 5 956                                 | 6 761                                 | 6 789                                 | 5 845                                 | 5 414                                 | 5 896                                 | 6 139                                 | 6 293                                 | 5 335                                 |
| = ou > 65 Anos                        | 653                                   | 786                                   | 776                                   | 966                                   | 1 021                                 | 1 150                                 | 1 275                                 | 1 605                                 | 1 841                                 | 2 204                                 | 2 698                                 | 3 064                                 | 3 369                                 |

(Obs: De 1900 a 1950 os dados referem-se à população "de facto", ou seja, que estava presente no município à data em que os censos se realizaram. Daí que se registem algumas diferenças relativamente à designada população residente)

## Política

### Eleições autárquicas[9]
| Data | %      | V      | %       | V       | %     | V    | %            | V            | %              | V    | %              | V   | %              | V   | %  | V  | Participação |                |
| Data | CDS-PP | CDS-PP | PPD/PSD | PPD/PSD | PS    | PS   | FEPU/APU/CDU | FEPU/APU/CDU | GDUP           | GDUP | MPT            | MPT | GCE            | GCE | CH | CH | Participação |                |
| ---- | ------ | ------ | ------- | ------- | ----- | ---- | ------------ | ------------ | -------------- | ---- | -------------- | --- | -------------- | --- | -- | -- | ------------ | -------------- |
| Data | 1976   | 53,45  | 3       | 29,46   | 2     | 9,71 | -            | 1,56         | -              | 0,81 | -              |     |                |     |    |    |              | 65,72 / 100,00 |
| 1979 | 77,73  | 4      |         |         | 16,41 | 1    | 2,38         | -            |                |      | 70,71 / 100,00 |     |                |     |    |    |              |                |
| 1982 | 44,60  | 3      | 41,74   | 2       | 9,66  | -    | 1,03         | -            | 71,48 / 100,00 |      |                |     |                |     |    |    |              |                |
| 1985 | 55,91  | 5      | 32,15   | 2       | 8,31  | -    | 0,77         | -            | 69,05 / 100,00 |      |                |     |                |     |    |    |              |                |
| 1989 | 50,64  | 4      | 35,07   | 3       | 10,26 | -    | 0,53         | -            | 67,07 / 100,00 |      |                |     |                |     |    |    |              |                |
| 1993 | 19,49  | 1      | 52,82   | 4       | 22,91 | 2    | 0,62         | -            | 63,89 / 100,00 |      |                |     |                |     |    |    |              |                |
| 1997 | 7,39   | -      | 53,97   | 4       | 34,28 | 3    | 0,83         | -            | 62,51 / 100,00 |      |                |     |                |     |    |    |              |                |
| 2001 | 2,22   | -      | 38,80   | 3       | 31,15 | 2    | 0,57         | -            | 23,80          | 2    | 71,68 / 100,00 |     |                |     |    |    |              |                |
| 2005 | 25,70  | 2      | 41,28   | 3       | 28,26 | 2    | 0,72         | -            |                |      | 70,42 / 100,00 |     |                |     |    |    |              |                |
| 2009 | 8,47   | -      | 46,97   | 4       | 40,36 | 3    | 0,66         | -            | 59,74 / 100,00 |      |                |     |                |     |    |    |              |                |
| 2013 | 3,76   | -      | 54,83   | 4       | 33,44 | 3    | 2,90         | -            | 53,54 / 100,00 |      |                |     |                |     |    |    |              |                |
| 2017 | (a)    | (a)    | 47,65   | 4       | (a)   | (a)  | 2,50         | -            | 38,10          | 3    | 55,51 / 100,00 |     |                |     |    |    |              |                |
| 2017 | (a)    | (a)    | 47,65   | 4       | (a)   | (a)  | 2,50         | -            | 7,34           | -    | 55,51 / 100,00 |     |                |     |    |    |              |                |
| 2021 |        |        | 48,00   | 4       | 40,41 | 3    | 2,05         | -            |                |      | 6,35           | -   | 59,58 / 100,00 |     |    |    |              |                |

(a) PS e CDS apoiaram a lista independente "Pela Nossa Terra" (38,10% dos votos)

### Eleições legislativas
| Data | %     | %     | %     | %    | %     | %     | %        | %     | %     | %     | %    | %   | %       | % | %  | %  |
| Data | CDS   | PSD   | PS    | PCP  | UDP   | AD    | APU/ CDU | FRS   | PRD   | PSN   | BE   | PAN | PSD CDS | L | CH | IL |
| ---- | ----- | ----- | ----- | ---- | ----- | ----- | -------- | ----- | ----- | ----- | ---- | --- | ------- | - | -- | -- |
| 1976 | 50,48 | 26,36 | 12,96 | 0,99 | 0,44  |       |          |       |       |       |      |     |         |   |    |    |
| 1979 | AD    | AD    | 13,47 | APU  | 1,19  | 77,08 | 1,95     |       |       |       |      |     |         |   |    |    |
| 1980 | AD    | AD    | FRS   | APU  | 0,27  | 80,57 | 2,02     | 12,17 |       |       |      |     |         |   |    |    |
| 1983 | 36,73 | 34,03 | 21,64 | APU  | 0,37  |       | 1,26     |       |       |       |      |     |         |   |    |    |
| 1985 | 37,14 | 35,37 | 14,92 | APU  | 0,37  | 1,42  | 5,83     |       |       |       |      |     |         |   |    |    |
| 1987 | 15,79 | 65,38 | 11,70 | CDU  | 0,28  | 0,77  | 1,12     |       |       |       |      |     |         |   |    |    |
| 1991 | 13,75 | 66,45 | 14,74 | CDU  |       | 0,61  | 0,40     | 0,88  |       |       |      |     |         |   |    |    |
| 1995 | 16,77 | 48,61 | 30,28 | CDU  | 0,38  | 0,49  |          | 0,21  |       |       |      |     |         |   |    |    |
| 1999 | 15,37 | 48,22 | 31,35 | CDU  |       | 0,75  | 0,30     | 0,68  |       |       |      |     |         |   |    |    |
| 2002 | 15,00 | 55,05 | 24,93 | CDU  | 0,62  |       | 0,85     |       |       |       |      |     |         |   |    |    |
| 2005 | 12,32 | 45,06 | 34,51 | CDU  | 0,97  | 2,15  |          |       |       |       |      |     |         |   |    |    |
| 2009 | 21,02 | 39,46 | 27,55 | CDU  | 1,51  | 5,40  |          |       |       |       |      |     |         |   |    |    |
| 2011 | 17,54 | 51,90 | 20,54 | CDU  | 1,43  | 2,19  | 0,54     |       |       |       |      |     |         |   |    |    |
| 2015 | PSD   | CDS   | 23,37 | CDU  | 2,28  | 5,40  | 0,49     | 60,57 | 0,38  |       |      |     |         |   |    |    |
| 2019 | 8,44  | 41,28 | 28,96 | CDU  | 1,93  | 6,58  | 1,65     |       | 0,41  | 1,50  | 0,49 |     |         |   |    |    |
| 2022 | 2,49  | 40,72 | 35,90 | CDU  | 1,40  | 2,15  | 0,77     | 0,43  | 10,47 | 2,49  |      |     |         |   |    |    |
| 2024 | AD    | AD    | 21,31 | CDU  | 39,58 | 1,13  | 2,31     | 0,87  | 1,36  | 22,80 | 2,44 |     |         |   |    |    |